# フョードル・ソログープ

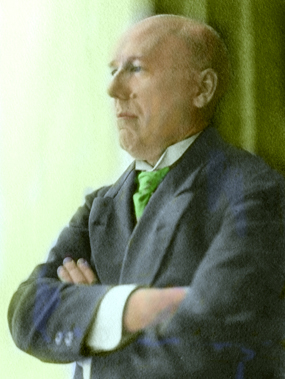
Sologub in 1913.

フョードル・ソログープ（Фёдор Сологуб, 1863年2月17日 ペテルブルク - 1927年12月7日 レニングラード）はロシア象徴主義の詩人・小説家・劇作家・随筆家。本名はフョードル・クジミチ・テテルニコフ（Фёдор Кузьмич Тетерников）。

## 作風
ソログープは、世紀末の文学や哲学に特徴的な、陰気で悲観主義的な要素をロシアの散文に取り入れた最初の作家であり、しばしば死を主要な題材に選んでいる。
最も有名な小説『小悪魔』は、ロシアで「ポシュロスチ（пошлость = ラテン文字転写でposhlost'）」として知られる（邪悪さと凡俗さの中間の、野卑な人間像を指す）概念を活写しようとする試みであった。1902年に連載小説として発表され、1907年に定本が出版されると、たちまちベストセラー入りを果たし、作者の存命中に10版を重ねた。内容は、人間性にまるでとりえのない田舎教師ペレドノフの物語である。この作品は、ロシア社会についての辛辣な告発として受け入れられたが、豊かな形而上学小説であり、またロシア象徴主義運動が生んだ主要な散文作品の一つである。
次なる大作『創造される伝説』（1914年）は、「血の涙」「女王オルトルーダ」「煙と灰」の三部からなる長編小説であり、同じような多くの登場人物が出てくるが、むしろ楽天的で希望に満ちた世界観を示している。
ソログープは代表作が小説でありながらも、研究者や文学者仲間からは詩人として最も敬意を払われてきた。象徴主義の詩人ヴァレリー・ブリューソフはソログープの詩の簡潔さを称賛して、プーシキン並みに完璧な形式を有していると評した。 他の多くの同時代の作家が新たな文学や、自分たちを代弁する美学的なペルソナを創り出すことを誇ったなかで、ソログープは（自らたびたび記したように）、仮面の下を瞥見することと――そして内なる真実を探究する機会であると――喝破した。

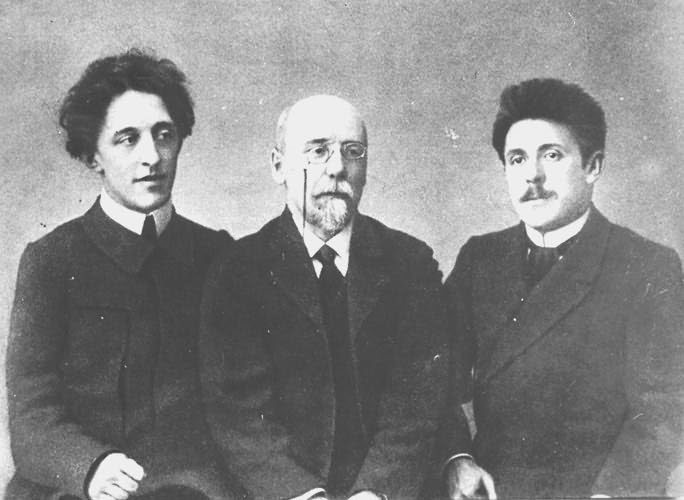
左アレクサンドル・ブローク、中ソログープ､右ゲオルギー・チュルコフ（英語版）(1908年)
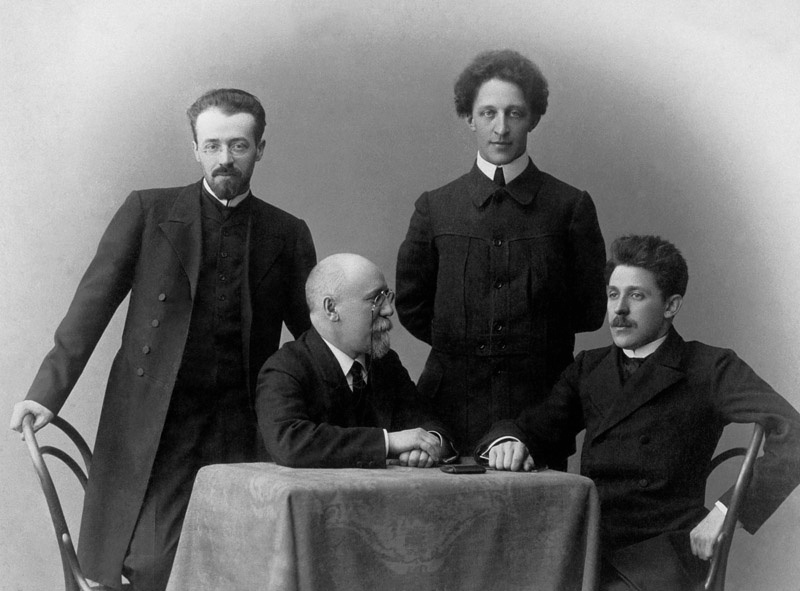
左からKonstantin Ėrberg（ロシア語版）､ソログープ､チュルコフ､ブローク(1908年)
サイン
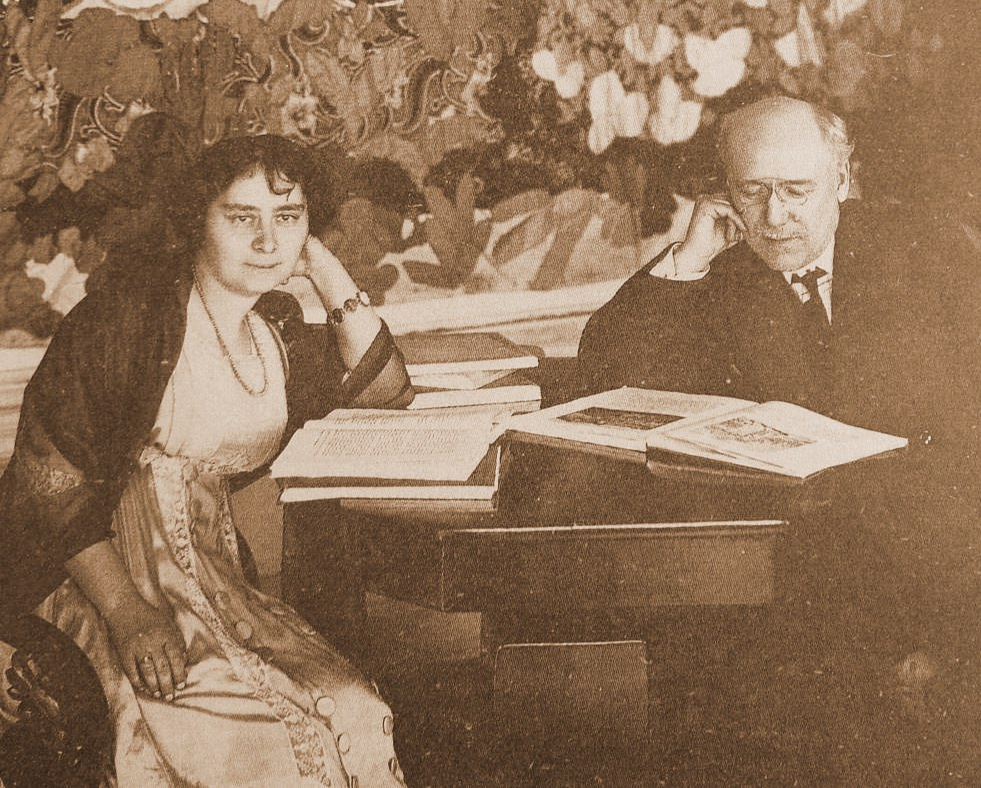
妻Anastacia Tschebotarevskaia（ロシア語版）と(1910年)
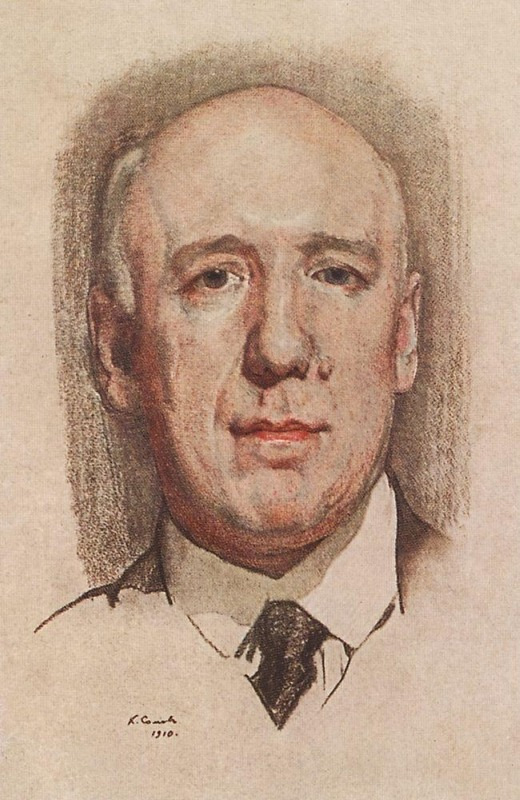
コンスタンチン・ソモフによる肖像画(1910年)
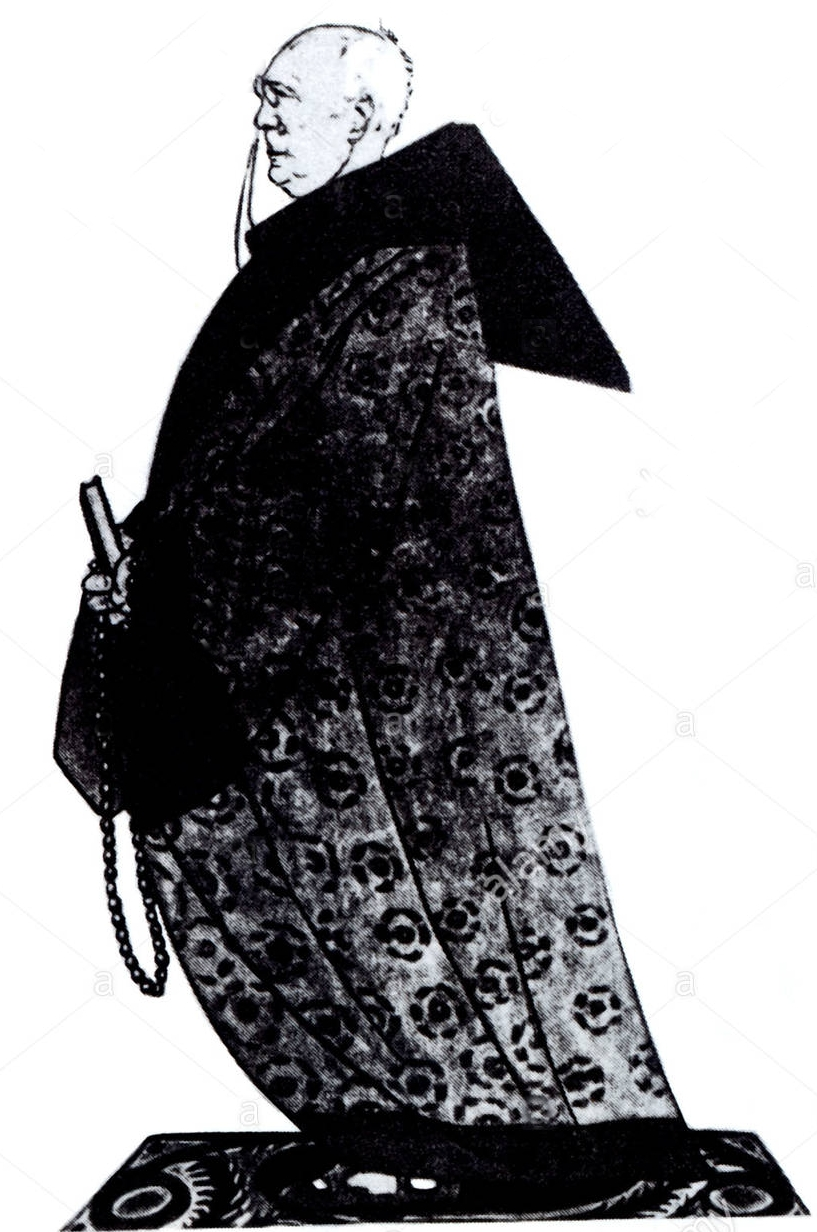
ヴィクトル・デニ（英語版）による肖像画(1913年)

## 主要作品一覧

### 長編小説
- 悪夢（重苦しき夢）Тяжёлые сны
- 小悪魔（ロシア語版、英語版） Мелкий бес 
  - 中村白葉訳（叢文閣、1922年）、弘文堂、1940年
  - 青山太郎訳（河出書房新社、1972年）、新版・白水Uブックス、2021年5月
  - 斎藤紘一訳（文芸社、2005年）
- 創造される伝説 Творимая легенда

### 短編小説
- 光と影 Свет и Тень
- 小羊 Баранчик
- 白い母
- かくれんぼ
- 毒の園

### 戯曲
- 死の勝利　Победа Смерти

## 日本語訳
- 中山省三郎、昇曙夢の翻訳で7篇を収載した作品集[4]として岩波文庫から刊行されている。2013年
  - 元版　中山訳は『かくれんぼ・白い母 他二篇』岩波文庫 1937年、昇訳は『毒の園 他』創元文庫 1952年。
- ほかにも短編数話がロシア文学を扱ったアンソロジーに収録され、以下に挙げた作品以外にも前田晁による英語版からの重訳（『ソログーブ童話集　影繪（春陽堂少年少女文庫94）』）も知られている。
  - 『雪娘』（田辺佐保子訳、『ロシアのクリスマス物語（田辺佐保子編、群像社）』収録）、『身体検査』（米川正夫訳、初出は『世界名作選01　日本少国民文庫（山本有三編、新潮社）』）、『震動する家』（北垣信行訳、『世界文学大系93』収録、筑摩書房）、『赤い唇の客』（佐々木彰訳、『現代ロシア幻想小説（川端香男里編、白水社）』収録）、『死の刺 -二少年の物語』（米川正夫訳、初出は『世界短篇文学全集12 ロシア文学20世紀（米川正夫編、集英社）』）など。